# Lombardkredit
Lombardkredit ist im Bankwesen die Bezeichnung für einen kurz- bis mittelfristigen Kredit gegen die Stellung von Kreditsicherheiten in Form der Verpfändung von Wertpapieren, Bankguthaben oder beweglichen Sachen. Auch die Pfandleihe der Pfandleihhäuser gehört zu den Lombardkrediten.

## Geschichte
Der Begriff Lombardkredit leitet sich aus der oberitalienischen Region Lombardei ab, in der bereits im Mittelalter Geld gegen Überlassung von Pfändern verliehen wurde. Erste Nachweise finden sich bereits um das Jahr 1400, als Kaufleute Kredite an Feudalherren und Adelige gegen Pfandüberlassung vergaben und somit zum Aufstieg norditalienischer Handelshäuser beitrugen. Hervorzuheben ist dabei das florentinische Bankhaus Compagnia dei Bardi, das im 14. Jahrhundert in Geschäftsbeziehung mit dem englischen Königshaus stand und im Jahr 1344 an Edward III. 900.000 Goldflorin verliehen hatte. Diese Kreditform wurde danach zunächst in Frankreich populär, wo sich in Paris Leihhäuser als maison de lombard etablierten. Ihre Geschäftsform breitete sich dann über ganz Europa aus. Ersichtlich in den Niederlanden gab es im Jahre 1477 ein Leihhaus, das „allen denjenigen, die Pfänder haben, bekommen einen ‚Lombaerd‘“ anbot. In Deutschland wird der Begriff Lombard ersichtlich erstmals 1717 erwähnt. Die Londoner Lombard Street mit der Bank of England und der Royal Exchange hat ihren Namen von der Lombardei entlehnt.

## Rechtsgrundlagen

### Deutschland
Der Lombardkredit ist ein Darlehen nach § 488 BGB. Durch die als Kreditsicherheit diesem Darlehen zugrunde liegende Verpfändung wird das Kreditinstitut unmittelbarer oder mittelbarer Besitzer des Pfandgegenstandes (§ 1205 BGB) und nimmt den Gegenstand in Verwahrung oder lässt ihn verwahren (§ 1215 BGB). Als Übergabe-Ersatz sind die Abtretung oder Verpfändung des Herausgabeanspruches (§ 1205 Abs. 2 BGB) und die Einräumung des Mitbesitzes (§ 1206 BGB) zulässig. Wird statt der Übergabe der mittelbare Besitz übertragen, so ist eine Anzeige an den unmittelbaren Besitzer erforderlich (§ 1205 Abs. 2 BGB). Der Kreditnehmer oder Sicherungsgeber bleibt weiterhin Eigentümer des Pfandgegenstandes. Der Besitz berechtigt das Kreditinstitut zur Verwertung des Pfandgegenstandes, wenn der Kreditnehmer seine Zahlungspflichten aus dem Kreditvertrag verletzt und die Forderung fällig ist (§ 1228 Abs. 2 BGB). Die Verwertung darf erst einen Monat nach Androhung vorgenommen werden (§ 1234 Abs. 2 BGB) und muss bei Gegenständen mit einem Börsen- oder Marktpreis freihändig erfolgen, also über die Börse oder einen Makler (§ 1221 BGB).

### EU
Bankrechtlich und aufsichtsrechtlich regelt die EU-weit geltende Kapitaladäquanzverordnung (englische Abkürzung CRR), dass ein Kreditinstitut bei Lombardgeschäften im Zusammenhang mit dem Kauf, Verkauf, dem Halten oder dem Handel von Wertpapieren einen Kredit gewährt (Art. 272 Nr. 3 CRR). Diese Legaldefinition geht davon aus, dass bei jeder Transaktion mit Wertpapieren die Kreditgewährung ein Lombardgeschäft darstellt. Da hierbei Wertpapiere als Kreditsicherheit eine Rolle spielen, ist die Sicherheitenbewertung nach den Grundsätzen der Kapitaladäquanzverordnung vorzunehmen.

## Arten
Mit dem Begriff Lombardkredit wird eine Vielzahl von Kreditarten beschrieben, bei denen regelmäßig die Verpfändung von Vermögensgegenständen als Besicherung im Vordergrund steht. Die Arten werden nach den Pfandobjekten unterschieden.

### Lombardkredit der Zentralbanken
Bis zur Gründung der Europäischen Zentralbank (EZB) im Juni 1998 haben die nationalen europäischen Zentralbanken, wie etwa die Deutsche Bundesbank, ihren angeschlossenen Kreditinstituten im Rahmen der Geldpolitik Lombardkredite gegen die Beleihung lombardfähiger Wertpapiere zur Verfügung gestellt. Dadurch können sich die Kreditinstitute benötigte Liquidität beschaffen. Die beliehenen Wertpapiere müssen im Eigentum der Kreditinstitute stehen (Depot A). Bei der Bundesbank war die Gewährung eines Lombardkredites an die Kreditinstitute auf eine Laufzeit von drei Monaten begrenzt. Der Zinssatz beim Lombardkredit wurde Lombardsatz genannt und war ein wichtiger Indikator für den Geldmarkt.
Mit dem Übergang der Zuständigkeit für die Geldpolitik auf die EZB hat die Spitzenrefinanzierungsfazilität den früheren Lombardkredit im Januar 1999 abgelöst. Die EZB ist nach Art. 18.1 EZB-Satzung befugt, mit den angeschlossenen Kreditinstituten Kreditgeschäfte gegen „ausreichende Sicherheiten“, so genannte notenbankfähige Sicherheiten, abzuschließen. Für notenbankfähige Sicherheiten gilt seit Januar 2007 ein einheitlicher Rahmen („einheitliches Sicherheitenverzeichnis“), der marktfähige sowie nicht marktfähige Sicherheiten umfasst. Auch bei notenbankfähigen Sicherheiten werden Beleihungsgrenzen in Abhängigkeit von Liquiditätskategorien, Restlaufzeiten und Verzinsungsarten sowie Schwankungsmargen angewendet.

### Effektenlombardkredit
Unter einem Effektenlombardkredit versteht man den von einem Kreditinstitut eingeräumten kurz- bis mittelfristigen Kredit gegen die Verpfändung von börsengängigen Wertpapieren. Er dient in der speziellen Form des Wertpapierdispositionskredits der Finanzierung des Kaufs von Wertpapieren. Die Kredithöhe richtet sich nach der Beleihungsgrenze der verpfändeten Wertpapiere. Sinkt die Beleihungsgrenze kursbedingt unter die bestehenden Kredite, ergeben sich für die Kreditinstitute Nachbesicherungsrechte aus den AGB.

### Warenlombardkredit
Handelswaren, über die ein Traditionspapier ausgestellt ist, können im Rahmen des Warenlombardkredits finanziert werden. Dazu ist nicht die Übergabe der Waren an das finanzierende Kreditinstitut erforderlich, sondern die Übertragung indossierter Traditionspapiere (Ladeschein, Lagerschein oder Konnossement). Diese Traditionspapiere verbriefen das Recht auf die Ware, und eine formal einwandfreie Übertragung der Papiere bedeutet gleichzeitig den Rechtsübergang der hierin verbrieften Handelswaren. Der Warenlombardkredit dient der Vorfinanzierung des Kaufs oder Imports von Waren und wird aus dem Weiterverkauf dieser Waren zurückgezahlt.

### Wechsellombardkredit
Da der Wechseldiskontkredit nicht mehr angeboten wird, kann alternativ der Wechsellombardkredit genutzt werden. Geschäftspartner sind nach § 19 Abs. 1 Ziff. 3 a AGB Bundesbank jedoch ausschließlich Kreditinstitute, die dieses Instrument im Rahmen ihrer Refinanzierungspolitik nutzen können. Die Wechsel müssen generell den Ankaufsbedingungen von Inlandswechseln der Bundesbank entsprechen und können bis zu 90 % ihres Nominalwertes beliehen werden.

### „unechter“ Lombardkredit
Zuweilen wird in der betriebswirtschaftlichen Literatur auch der „unechte“ Lombardkredit erwähnt. Unterscheidungsmerkmal zum „echten“ Lombardkredit soll lediglich die Kreditart sein. Der „unechte“ Lombardkredit sei demnach ein durch Verpfändung von Rechten und/oder beweglichen Sachen besicherter Kontokorrentkredit. Der „echte“ Lombardkredit wird demnach hingegen auf einem besonderen Kreditkonto zur Verfügung gestellt. Diese kontotechnische Unterscheidung ist weder rechtlich noch bankbetrieblich von Bedeutung und spielt in der Bankpraxis keine Rolle.

### Weitere Arten
- Edelmetalllombardkredit
- Forderungslombardkredit[7]

## Bedingungen
Die Kreditbedingungen sehen vor, dass der Lombardkredit als befristeter Kredit mit Laufzeiten bis zu 2 Jahren gewährt wird, er kann als Gesamtbetrag oder in Teilbeträgen abgerufen werden und ist in einer Summe am Fälligkeitstage rückzahlbar. Die Kredithöhe bestimmt sich nach der Beleihungsgrenze der als Sicherheit dienenden Gegenstände. Sein Verwendungszweck ist auf die Beleihung von Wertpapieren beschränkt. Die kalkulatorische – und nicht marktbedingte – Zinshöhe beim Lombardkredit richtet sich danach, ob und inwieweit ein Kreditinstitut wegen der verpfändeten Kreditsicherheiten Eigenmittel unterlegen muss. Der günstigste Kreditzins wird demnach bei der Verpfändung von Bankguthaben zugrunde gelegt. Die verpfändeten Gegenstände können – bis auf den Warenlombardkredit – vom Kreditnehmer/Sicherungsgeber verpfändungsbedingt nicht mehr genutzt werden und können nur mit Einwilligung des Kreditgebers verkauft werden.

## Sonstiges
Bei der Wertpapierleihe sind die Verhältnisse anders. Dort handelt es sich um ein Sachdarlehen, weil der Entleiher als Darlehensnehmer Eigentümer (und Besitzer) der Wertpapiere wird und dafür dem Verleiher den vereinbarten Gegenwert in Geld (oder anderen Wertpapieren) zur Verfügung stellt. Die Wertpapierleihe kann Grundgeschäft für einen Lombardkredit der Zentralbanken darstellen, weil das entleihende Kreditinstitut bei der Verpfändung notenbankfähiger Wertpapiere seinerseits Zentralbankgeld erhalten kann.
Abgeleitet vom Lombardkredit ist das Verb „lombardieren“, das Bereitstellen von Pfändern zum Zweck der Gewährung eines Lombardkredites.